# 歩兵第112連隊
歩兵第112連隊（ほへいだい112れんたい、歩兵第百十二聯隊）は、大日本帝国陸軍の連隊のひとつ。

## 沿革
- 1940年（昭和15年）9月27日 - 軍旗拝受
- 1942年（昭和17年）
  - 01月 - ビルマの戦いに参加、第3大隊はタボイを占領し、その後モーラミャインを攻略する
  - 04月 - 援蒋ルート遮断のため緬支国境に進撃を開始しトングーを占領する。その後、ピンマナなどを占領する
  - 11月 - 北部ビルマの警備に就いていたが南部に転進し第一次アキャブ作戦に参加。マユ川（英語版）を渡河し、イギリス軍主力のイギリス第6歩兵旅団（英語版）を包囲することを命じられ[1]、チズエとマユ河付近の英印軍を撃破し、4月3日にはベンガル湾の海岸線まで達して[2]、4月5日に撤退中であったイギリス第6歩兵旅団と戦闘に突入[3]、激戦の末、4月6日には連隊は敵旅団司令部を急襲して、旅団長のロナルド・キャベンディッシュ准将以下の司令部幕僚ら5～6人を捕虜とした。しかし激戦は続き、イギリス軍は北と南両方から連隊に向けて猛砲撃を浴びせて、連隊本部近くにも着弾して連隊長の棚橋真作大佐を含む連隊本部数名が負傷したが、尋問しようとしていたキャベンディッシュも味方のフレンドリーファイアで戦死してしまった[4]。この戦いでイギリス第6歩兵旅団は大損害を被ったが、イギリス軍は猛砲撃で連隊を牽制し、その間に包囲されていたイギリス第6歩兵旅団は小部隊となってバラバラに退路を見つけて撤退し全滅は免れた[5]。この様子を砲撃で負傷していた棚橋は見送るしかなかった[6]。ここで棚橋支隊はキャベンディッシュ以外にも多くの捕虜を得たが、まだ激戦が続いている中でその対応に困惑して、一部の捕虜を殺害したという証言もある[7]。その後も連隊は進撃を続けて、プチドンを突破。第1大隊はアレサンヨウ、モンドウを占領する
- 1944年（昭和19年）
  - 2月 - 第二次アキャブ作戦に参加、第一次アキャブ作戦での活躍により、師団主力としてアキャブ(現在のシットウェー)に向けて前進してくる英印軍2個師団の背後に回り込み包囲する任務を与えられる。棚橋の巧みな指揮で前進してくる2個師団の間隙を縫って背後に回り込み、1個師団の主力をシンゼイワ（英語版）盆地で包囲することに成功[8]、第一次アキャブ作戦に続いて第7インド歩兵師団（英語版）司令部を急襲することにも成功したが、今回は敵師団長や幕僚に捕虜とする寸前で逃げられてしまい、2戦続けて敵高級指揮官を捕虜にするといった大戦果を挙げることはできなかった[9]。その後は包囲した英印軍に夜襲をかけて殲滅を目指したが、イギリス軍は第一次アキャブ作戦で惨敗したときから格段に強化されていたうえ、日本軍の包囲戦術に対する対抗策をあみだしていた。それは通称「アドミン・ボックス（日本側呼称円筒形陣地）」と呼ばれた円形密集陣地であり、30ｍ～50ｍおきに戦車を配置、戦車と戦車の間には装甲車ないし機銃座を設置、前面には鉄条網を張って日本軍の侵入を全く許さないといった構えであった。偵察隊が遠く側面に回り込んでみても、どの方面もほぼ同一の陣形であって、いわば野原の真ん中に突然現れた要塞といってよかった[10]。そしてこの敵中の陣地を支えたのが、大量の輸送機による空中からの補給であった[11]。作戦当初から、進撃速度重視のために重装備が乏しかった連隊は、この鉄壁の陣地に対して歩兵による夜襲をかける以外に戦術はなかったが、夜になると、陣地は集約されて更に強固になった上、照明弾を上げ続けて昼間同然の明るさとして日本軍の夜襲を警戒しており[12]、もはや、コンクリートの壁に頭をぶつけるようなむなしい努力となってしまった[13]。連隊は大損害を被って攻撃困難となったため、棚橋は独断で撤退を命令、花谷正師団長もやむなく追認し、連隊は包囲を解いて攻撃開始点まで後退し休養をとった[14]。
  - 4月11日 - 休養後は追撃してくる英印軍に対して、夜襲を繰り返して足止めを図った。連隊の長井中隊は夜襲によって150人の英印兵を殺傷すると、そのまま野営地に突入して敵装甲車を撃破し、多数の鹵獲品を獲得して帰還している[15]。連隊の敢闘は続くも、英印軍の進撃は止まらず、敢闘してきた連隊の第1大隊長松木平少佐も戦死した。そして連隊長の棚橋もついにマラリアに罹患して倒れたため、連隊長を更迭されて後方に送られ、加療のために日本本土に帰されることとなった[16]、常に最前線で戦ってきた棚橋連隊の戦死者は2,452人にものぼったが、これは通常の連隊定数の80％が戦死したということであり玉砕に等しかった[17]。この作戦において日本軍は苦戦し、戦死・戦傷 5,335人(内戦死 3,106人)の損害を被ったが、英印軍には死傷者7,951人の損害を与えた上[18]、アキャブ付近の防衛に成功している[19]。
- 1945年（昭和20年）8月 - 終戦

## 歴代連隊長
| 代 | 氏名       | 在任期間    | 備考 |
| -- | ---------- | ----------- | ---- |
| 1  | 小原澤幸蔵 | 1940.7.10 - |      |
| 2  | 棚橋真作   | 1942.3.25 - |      |
| 末 | 古谷朔郎   | 1944.4.11 - |      |